# Cormontreuil
Cormontreuil és un municipi francès, situat al departament del Marne i a la regió del Gran Est. L'any 2007 tenia 6.269 habitants.

## Demografia

### Població
El 2007 la població de fet de Cormontreuil era de 6.269 persones. Hi havia 2.496 famílies, de les quals 541 eren unipersonals (147 homes vivint sols i 394 dones vivint soles), 971 parelles sense fills, 803 parelles amb fills i 181 famílies monoparentals amb fills.
La població ha evolucionat segons el següent gràfic:
Habitants censats

### Habitatges
El 2007 hi havia 2.609 habitatges, 2.547 eren l'habitatge principal de la família, 5 eren segones residències i 57 estaven desocupats. 2.003 eren cases i 602 eren apartaments. Dels 2.547 habitatges principals, 1.799 estaven ocupats pels seus propietaris, 711 estaven llogats i ocupats pels llogaters i 37 estaven cedits a títol gratuït; 26 tenien una cambra, 87 en tenien dues, 271 en tenien tres, 633 en tenien quatre i 1.530 en tenien cinc o més. 2.224 habitatges disposaven pel capbaix d'una plaça de pàrquing. A 1.176 habitatges hi havia un automòbil i a 1.156 n'hi havia dos o més.

### Piràmide de població
La piràmide de població per edats i sexe el 2009 era:
| Homes | Edats   | Dones |
| ----- | ------- | ----- |
| 4     | 95 o +  | 4     |
| 4     | 90 a 94 | 28    |
| 23    | 85 a 89 | 57    |
| 27    | 80 a 84 | 38    |
| 55    | 75 a 79 | 73    |
| 77    | 70 a 74 | 92    |
| 138   | 65 a 69 | 149   |
| 252   | 60 a 64 | 228   |
| 195   | 55 a 59 | 214   |
| 342   | 50 a 54 | 310   |
| 279   | 45 a 49 | 298   |
| 206   | 40 a 44 | 250   |
| 222   | 35 a 39 | 239   |
| 180   | 30 a 34 | 192   |
| 165   | 25 a 29 | 160   |
| 201   | 20 a 24 | 199   |
| 207   | 15 a 19 | 202   |
| 234   | 10 a 14 | 225   |
| 199   | 5 a 9   | 215   |
| 119   | 0 a 4   | 124   |

## Economia
El 2007 la població en edat de treballar era de 4.182 persones, 2.829 eren actives i 1.353 eren inactives. De les 2.829 persones actives 2.645 estaven ocupades (1.338 homes i 1.307 dones) i 183 estaven aturades (87 homes i 96 dones). De les 1.353 persones inactives 568 estaven jubilades, 482 estaven estudiant i 303 estaven classificades com a «altres inactius».

### Ingressos
El 2009 a Cormontreuil hi havia 2.548 unitats fiscals que integraven 6.112,5 persones, la mediana anual d'ingressos fiscals per persona era de 22.407 €.

### Activitats econòmiques
Dels 556 establiments que hi havia el 2007, 16 eren d'empreses extractives, 6 d'empreses alimentàries, 4 d'empreses de fabricació de material elèctric, 29 d'empreses de fabricació d'altres productes industrials, 82 d'empreses de construcció, 203 d'empreses de comerç i reparació d'automòbils, 21 d'empreses de transport, 14 d'empreses d'hostatgeria i restauració, 13 d'empreses d'informació i comunicació, 23 d'empreses financeres, 42 d'empreses immobiliàries, 47 d'empreses de serveis, 30 d'entitats de l'administració pública i 26 d'empreses classificades com a «altres activitats de serveis».
Dels 108 establiments de servei als particulars que hi havia el 2009, 1 era una oficina de correu, 6 oficines bancàries, 2 funeràries, 12 tallers de reparació d'automòbils i de material agrícola, 3 tallers d'inspecció tècnica de vehicles, 8 paletes, 11 guixaires pintors, 16 fusteries, 11 lampisteries, 6 electricistes, 8 empreses de construcció, 6 perruqueries, 9 restaurants, 4 agències immobiliàries, 2 tintoreries i 3 salons de bellesa.
Dels 102 establiments comercials que hi havia el 2009, 1 era, 2 supermercats, 4 grans superfícies de material de bricolatge, 1 una gran superfície de material de bricolatge, 1 una botiga de més de 120 m², 3 fleques, 3 carnisseries, 1 una carnisseria, 2 llibreries, 31 botigues de roba, 5 botigues d'equipament de la llar, 7 sabateries, 5 botigues d'electrodomèstics, 11 botigues de mobles, 6 botigues de material esportiu, 4 botigues de material de revestiment de parets i terra, 1 una botiga de material de revestiment de parets i terra, 2 perfumeries, 5 joieries i 7 floristeries.
L'any 2000 a Cormontreuil hi havia 9 explotacions agrícoles que ocupaven un total de 270 hectàrees.

## Equipaments sanitaris i escolars
El 2009 hi havia 2 farmàcies i 3 ambulàncies.
El 2009 hi havia 2 escoles maternals i 2 escoles elementals. Cormontreuil disposava d'un col·legi d'educació secundària amb 591 alumnes.
Cormontreuil disposava d'un centre de formació no universitària superior de formació sanitària.

## Poblacions més properes
El següent diagrama mostra les poblacions més properes.